# サンデーデラックス
『サンデーデラックス』（Sunday Deluxe）は、2007年7月15日から同年12月までテレビ朝日系列（ただしフルネット局のみ）で、毎週日曜日の18:56 - 20:54（JST）に放送されていた単発特別番組（2007年9月まではつなぎ番組）の放送枠。

## 経緯
2007年6月に日曜20時枠で放送されていた朝日放送テレビ（ABCテレビ）制作の『笑いの金メダル』が打ち切りとなったため、急遽設置された。テレビ朝日系列でレギュラーの単発特番枠が設置されたのは、同年3月に終了した土曜日の『ドスペ!』以来4か月ぶり。日曜日のゴールデンタイムに単発特番枠が設置されたのは、1999年3月に『サンデーパワーTV』が終了して以来8年4か月ぶりである。
2007年7月から2時間枠として7時台で放送された『旅の香り〜四季の名宿めぐり〜』の特番や参議院選挙の選挙特番『選挙STATION2007』などが放送され、それ以外の回に隔週ペースで放送されていた。2007年7月15日から9月16日まではABC制作だった。9月30日もABC制作だったが、枠外扱いで放送された。
同年10月からは、『旅の香り〜四季の名宿めぐり〜』の日曜18時30分枠への移動により毎週放送となり、テレビ朝日制作と朝日放送テレビ制作の交互に放送となった。

## この枠で放送された企画番組
ABC制作分
- 発足!芸能界PTA（2007年7月15日放送）
- 世界!キテレツ人間大賞2007（8月5日放送）
  - ABC制作だが、テレビ朝日映像との共同制作であることに加えて、テレビ朝日クリエイト・テイクシステムズ等テレビ朝日の関連企業がスタッフロールに名を連ねるなど、テレビ朝日制作分に準じた制作体制だった。

- ネタ祭り2007夏の陣 東西対抗お笑いGP（8月19日放送）
- 世界のGOOD日本&BAD日本（9月2日放送）
- 近未来予測!テレビ ジキル&ハイド（9月16日放送・『近未来×予測テレビ ジキル&ハイド』の前身）
- 1億3000万人で見守る出産の瞬間スペシャル壮絶&感動の密着取材今夜!3つの命が誕生（10月7日放送）
- 世界の子供がSOS!THE★仕事人バンク マチャアキJAPAN（10月21日放送）
- 一攫千金ヤマワケQ! "責任者はお前だ!"（第2弾）（11月11日放送）

テレビ朝日制作分
- 独占!女だらけの120分 レディGO!（10月14日放送）
- グランプリシリーズ（ABC・メ〜テレも制作協力）（10月28日・11月4日・11月18日放送）
- グランプリファイナル（12月16日放送）
- 新説!日本の歴史 "聖徳太子の超改革" 遣隋使1400年目の真実（11月25日放送）
- 第24回アジア野球選手権大会（テレビ朝日開局50年記念特別番組。12月2日。但しサンデーデラックスとは別枠扱いとなり、放送も18時半から原則20時54分で試合展開により延長あり）
- 太陽生命小学生クラス対抗30人31脚全国大会2007（12月9日放送）

## 終了後
5月25日にテレビ朝日・ABCの共同制作で『報道ステーション』の出演者による『報道特番 四川大地震』を放送し、当初予定していた『大胆MAP』『ジキル&ハイド』の2番組を翌週に回し、ED後双方の番組を宣伝した。
6月8日にHTBは北海道ローカルで『YOSAKOIファイナル』を生中継し、『大胆MAP』を6月14日（土）14:20 - 、『ジキル&ハイド』を6月14日（土）16:25 - に振り替え放送した。

## スポンサーについて
スポンサーはテレビ朝日制作分がライオン筆頭の複数社提供、朝日放送制作分がP&G筆頭の複数社提供となっている（2つに共通するスポンサーは、19時台がタケモトピアノ・アスカコーポレーション・オートバックス・アートネイチャー・三菱電機、20時台がUHA味覚糖・アート引越センター・リーブ21）。これ以外のスポンサーはレギュラー番組の休止振り替えになるスポンサーが多かった。
また、「笑いの金メダル」が終了した段階で7月分に残った20時台のスポンサーはP&G、アート引越センター、リーブ21だけであとのスポンサーはこの番組の終了と同時に降りた（主にDAIHATSU・日清食品・アサヒ飲料ほか）。

### 例外
2007年11月25日の新説!日本の歴史 "聖徳太子の超改革" 遣隋使1400年目の真実は、Panasonic筆頭提供の冠スポンサー番組『パナソニックスペシャル』として放送された。
「グランプリシリーズ」および「グランプリファイナル」の場合は、通常のスポンサーではなく第一三共ヘルスケア、TOYOTA、花王などの番組特定のスポンサーが付くが、稀に日によってはLIONやP&Gが付く回もあった。
また、2007年12月2日のアジア野球選手権大会はアサヒビールが大会協賛スポンサーであるため、通常のスポンサーではなくアサヒスーパードライのほかにNTTグループ、花王、TOYOTA、Panasonicなど「グランプリシリーズ」と同様に番組特定のスポンサーが提供で放送された。
2007年12月9日の30人31脚全国大会は太陽生命が大会協賛スポンサーであるため、太陽生命など上記3番組と同様に通常のスポンサーとは別にこの番組分のスポンサーが付いた。

## 備考
- くりぃむしちゅーを始めホリやペナルティなど、前番組『笑いの金メダル』のレギュラー・準レギュラー出演者であった若手芸人が出演することも多かった。
- 基本的に新聞のテレビ番組表では『サンデーデラックス』の表記は無かった。また、『ザテレビジョン』などのテレビ情報誌では『サンデーDX』などと明記される場合もあった。
- 9月までの隔週放送だった頃は新規の番組企画が放送されていた。このため、『大改造!!劇的ビフォーアフター』は別名義の特番として放送された。
- 前番組の『旅の香り』『笑いの金メダル』と同じく1桁台が続いていたが、10月14日・11月11日放送分では2桁の大台を記録した（ビデオリサーチ社調べ・関東地区）。
- 10月 - 12月分に関しては日曜19時 - 21時枠の殆どの週がテレビ朝日制作の番組が多く、逆にABC制作の番組は12月23日放送の『M-1グランプリ』を含めて僅かに4回しか放送されなかった。しかし、実際には「グランプリシリーズ」などスポーツ中継が組まれる日が多く、前から組まれていない場合には殆どがABCでの放送だった。
- この枠の終了により再びテレビ朝日では一時的にゴールデンタイムでの単発枠が消滅したが、2009年4月から9月にかけて土曜19 - 20時台で『サタスペ!』を放送[2]していた。